# Squadra statunitense di Fed Cup
La squadra statunitense di Fed Cup rappresenta gli Stati Uniti d'America nella Fed Cup, ed è posta sotto l'egida della United States Tennis Association (USTA).
La squadra partecipa alla competizione dal 1963 (la prima edizione della manifestazione), ed è la squadra più titolata in assoluto con 18 vittorie totali, ben sette in più rispetto alla Repubblica Ceca, seconda nell'albo d'oro. Vanta ben 30 finali su 60 edizioni totali.
Nel 2011 la squadra, finalista nelle precedenti due edizioni, è retrocessa nel Gruppo Mondiale II a seguito della sconfitta contro il Belgio nel primo turno e la successiva pesante battuta d'arresto contro la Germania nello spareggio finale, palesando la crisi del tennis femminile a stelle e strisce.
Nel 2012, la nazionale USA riesce a rientrare nel World Group, vincendo per 5-0 la sfida contro la Bielorussia nel Gruppo Mondiale II e poi battendo in trasferta l'Ucraina nel play-off.
Nel 2013, sulla terra di Rimini, le statunitensi non riescono a battere l'Italia con Hampton e Lepchenko, venendo sconfitte per 3-2 da coloro che poi vinceranno il titolo. Nello spareggio per la permanenza nel Gruppo Mondiale, grazie anche al contributo di Serena Williams, le americane si impongono sulla Svezia per 3-2, rimanendo così nel World Group per il 2014.
Nella Fed Cup 2014, gli USA ritrovano l'Italia nella prima sfida: come successo un anno orsono, anche questa volta le americane cedono alle azzurre col punteggio di 1-3. Nello spareggio per rimanere nel World Group, gli USA di Stephens e Keys vengono sconfitti dalla nazionale francese, causando la retrocessione nel Gruppo Mondiale II.
Nel 2015, le nordamericane sconfiggono l'Argentina per 4-1 nella sfida all'interno del Gruppo Mondiale II. Nel playoff per rientrare nel World Group, agli USA non basta la presenza di Serena Williams per battere l'Italia, che prevale per 3-2 sulle americane.
Nel 2016, la squadra USA riesce a ritornare nel World Group, sconfiggendo la Polonia nel Gruppo Mondiale II e poi l'Australia nello spareggio, entrambe con il punteggio di 4-0.
Nel 2017, dopo 4 anni, gli Stati Uniti tornano tra le prime otto squadre del mondo: nella sfida contro la Germania, le statunitensi, guidate da Riske e Vandeweghe, travolgono per 4-0 le tedesche, qualificandosi per la prima semifinale in Fed Cup dal 2010. Nel penultimo atto, sulla terra verde di Tampa, la nazionale a stelle e strisce ospita le campionesse in carica della Repubblica Ceca: nel primo singolare, Vandeweghe lascia 5 giochi alla giovane Markéta Vondroušová. Nel secondo singolare, le ceche riequilibrano la situazione grazie alla vittoria di Kateřina Siniaková su Shelby Rogers. Nel terzo singolare, Vandeweghe riporta in vantaggio le statunitensi, battendo Siniaková per 6-4 6-0. Rogers non riesce a chiudere il tie in favore delle americane, perdendo il quarto singolare contro Vondroušová. Nel doppio decisivo per il passaggio del turno, la coppia Vandeweghe/Mattek-Sands si impone su Siniaková/Plíšková in due set, riportando le statunitensi in finale dopo 7 anni dall'ultima volta. Nell'atto finale, la squadra USA è ospite della sorpresa Bielorussia: nel primo scontro, Vandeweghe regola con un doppio 6-4 Aliaksandra Sasnovich; nel secondo singolare, Sabalenka pareggia, battendo Sloane Stephens in tre set; Vandeweghe vince poi la sfida contro Aryna Sabalenka (7-6(5) 6-1), riportando in vantaggio le nordamericane. Stephens ha l'occasione di portare a casa il tie contro Sasnovich, ma viene sconfitta per 8-6 al terzo set dalla bielorussa. Nel doppio decisivo, Rogers e Vandeweghe superano in due parziali Sabalenka/Sasnovich, chiudendo il confronto con il punteggio di 3-2 e conquistando il 18° trofeo nella storia della Fed Cup per gli Stati Uniti.
Nel 2018, con l'aiuto di Venus Williams, le americane passano il primo turno contro i Paesi Bassi, vincendo il tie per 3-1. In semifinale, le americane sfidano la Francia: la recente campionessa dello US Open Sloane Stephens supera Pauline Parmentier mentre Mladenovic batte in rimonta Coco Vandeweghe. Nel terzo singolare, Stephens lascia due giochi a Mladenovic mentre, nel quarto, Vandeweghe redime la sconfitta precedente, battendo Parmentier in due set. Il doppio perso dagli USA fissa il risultato finale sul 3-2 in favore delle americane, che tornano così in finale un anno dopo il tironfo del 2017. Nella O2 Arena di Praga, le americane provano a difendere il titolo contro le ceche: la giovane Sofia Kenin viene battuta dall'esperta Barbora Strýcová mentre Riske cede il passo a Kateřina Siniaková. Nel terzo singolare, la vittoria di Siniaková contro Kenin porta la Repubblica Ceca sul 3-0, consentendo alla nazionale est europea di vincere l'11º titolo. Per gli USA è la 12° sconfitta in una finale di Fed Cup.
Nel 2019, le statunitensi ospitano l'Australia nel primo match del World Group: Kenin perde il primo singolare contro Ashleigh Barty. Keys pareggia i conti, rifilando un doppio 6-2 a Birrell; nel terzo singolare, Barty lascia 5 giochi a Keys, riportando avanti le australiane. Collins tiene vive le speranze USA, battendo Daria Gavrilova in tre set. Nel doppio decisivo, le australiane prevalgono grazie a Barty/Hon, che sconfiggono Melichar/Collins per 6-4 7-5. Gli Stati Uniti sono così costretti a disputare i play-off per rimanere nel World Group: contro la Svizzera, Stephens e Kenin firmano il 3-2 che permette alle americane di permanere nel Gruppo Mondiale anche per il 2020.
Nella nuova Billie Jean King Cup, che cambia formato e regolamento, le statunitensi devono passare un turno di qualificazione per entrare nella fase finale: nella sfida contro la Lettonia, gli USA schierano la fresca campionessa dell'Australian Open Kenin e Serena Williams; Kenin esordisce con un netto successo su Sevastova (6-2 6-2), a cui segue la vittoria di Williams ai danni di Ostapenko in due tie-break. Tuttavia, la nazionale baltica recupera i due punti di svantaggio, con Ostapenko che si impone su Kenin (6-3 2-6 6-2) e Williams che cede a Sevastova al tie-break del terzo set. Nel doppio decisivo, Mattek-Sands e Kenin riescono ad avere la meglio su Sevastova/Ostapenko, permettendo alle americane di accedere alla fase a gironi finali della competizione. Un anno e mezzo dopo, nel novembre 2021, si disputano a Praga gli incontri dei vari gironi: il team USA è nel gruppo C assieme a Spagna e Slovacchia. Nel primo tie, gli Stati Uniti perdono a sorpresa contro le slovacche, che prevalgono per 2-1 nel doppio decisivo. Nel secondo tie, Stephens e Collins portano al successo la squadra contro la Spagna (2-1). Tutte e tre le nazionali terminano con un successo e una sconfitta: grazie alla migliore differenza set vinti/persi, le nordamericane chiudono al primo posto il gruppo C e accedono alla semifinale. Nella sfida contro la Russia, Sloane Stephens cede il passo a Ljudmila Samsonova (6-1 4-6 3-6); nel secondo singolare, Collins pareggia la situazione battendo Anastasija Pavljučenkova in tre set. Nel doppio che decide il tie, Rogers/Vandeweghe si arrendono a Kudermetova/Samsonova con un periodico 6-3, decretando l'eliminazione degli USA.
Nel 2022, il team nordamericano passa il turno di qualificazione grazie al successo per 3-2 sull'Ucraina. Nella fase finale di Glasgow, inserite nel gruppo D, gli USA prevalgono sulla Polonia per 2-1, grazie al successo di Collins su Fręch e alla vittoria di Gauff/McNally su Rosolska/Linette. Nel secondo tie, il team americano viene sconfitto dalla Repubblica Ceca per 2-1, con Collins e Gauff che perdono i loro due singolari contro Vondroušová e Siniaková. A causa di questa sconfitta, la squadra USA termina al secondo posto del girone, non avendo accesso alla semifinale.
Nel 2023, le americane non mancano la qualificazione per la fase finale, battendo agevolmente l'Austria (4-0). Nel gruppo A, il team USA esordisce con un netto successo sulle campionesse in carica della Svizzera, maturato per 3-0; nella sfida decisiva per accedere alla semifinale, gli USA perdono contro la Repubblica Ceca per 2-1, non riuscendo a qualificarsi tra le ultime quattro nazionali che si sfidano per il titolo.

## Squadra recente
| Nome              | Nascita    | Debutto | Ultima app. | Serie | V/P  | V/P  | V/P  | Miglior ranking | Miglior ranking |
| Nome              | Nascita    | Debutto | Ultima app. | Serie | Sin  | Dop  | Tot  | Sin             | Dop             |
| ----------------- | ---------- | ------- | ----------- | ----- | ---- | ---- | ---- | --------------- | --------------- |
| Lauren Davis      | 1993-10-09 | 2014    | 2015        | 2     | 0–1  | 1–0  | 1–1  | 43              | 295             |
| Jamie Hampton     | 1990-01-08 | 2013    | 2013        | 1     | 0–2  | 0–0  | 0–2  | 24              | 74              |
| Liezel Huber      | 1976-08-21 | 1998    | 2013        | 23    | 0–1  | 17–5 | 17–6 | 131             | 1               |
| Madison Keys      | 1995-02-17 | 2014    | 2014        | 2     | 1–2  | 1–1  | 2–3  | 17              | 115             |
| Varvara Lepchenko | 1986-05-21 | 2013    | 2013        | 2     | 2–0  | 0–1  | 2–1  | 19              | 40              |
| Christina McHale  | 1992-05-11 | 2010    | 2015        | 6     | 4–5  | 0–0  | 4–5  | 24              | 111             |
| Alison Riske      | 1990-06-03 | 2014    | 2015        | 2     | 0–1  | 0–1  | 0–2  | 40              | 100             |
| Sloane Stephens   | 1993-03-20 | 2012    | 2014        | 3     | 1–2  | 1–1  | 2–3  | 11              | 94              |
| Taylor Townsend   | 1996-04-16 | 2015    | 2015        | 1     | 0–0  | 1–0  | 1–0  | 94              | 127             |
| Coco Vandeweghe   | 1991-12-06 | 2010    | 2015        | 2     | 0–3  | 1–0  | 1–3  | 32              | 110             |
| Serena Williams   | 1981-09-26 | 1999    | 2015        | 9     | 13–0 | 3–1  | 16–1 | 1               | 1               |
| Venus Williams    | 1980-06-17 | 1999    | 2015        | 11    | 17–2 | 4–2  | 21–4 | 1               | 1               |

## Risultati
| = Incontro del Gruppo Mondiale |

### 2010-2019
| Anno | Turno                       | Data          | Sede               | Avversario  | Punteggio | Esito     |
| ---- | --------------------------- | ------------- | ------------------ | ----------- | --------- | --------- |
| 2010 | Gruppo Mondiale, 1º turno   | 6-7 febbraio  | Liévin (FRA)       | Francia     | 4 – 1     | Vittoria  |
| 2010 | Gruppo Mondiale, Semifinale | 24-25 aprile  | Birmingham (USA)   | Russia      | 3 – 2     | Vittoria  |
| 2010 | Gruppo Mondiale, Finale     | 6-7 novembre  | San Diego (USA)    | Italia      | 1 – 3     | Sconfitta |
| 2011 | Gruppo Mondiale, 1º turno   | 5-6 febbraio  | Anversa (BEL)      | Belgio      | 1 – 4     | Sconfitta |
| 2011 | Spareggi Gruppo Mondiale    | 16-17 aprile  | Stoccarda (GER)    | Germania    | 0 – 5     | Sconfitta |
| 2012 | Gruppo Mondiale II          | 4-5 febbraio  | Worcester (USA)    | Bielorussia | 5 – 0     | Vittoria  |
| 2012 | Spareggio Gruppo Mondiale   | 21-22 aprile  | Charkiv (UKR)      | Ucraina     | 5 – 0     | Vittoria  |
| 2013 | Gruppo Mondiale, 1º turno   | 9-10 febbraio | Rimini (ITA)       | Italia      | 2 – 3     | Sconfitta |
| 2013 | Spareggi Gruppo Mondiale    | 20-21 aprile  | Delray Beach (USA) | Svezia      | 3 – 2     | Vittoria  |
| 2014 | Gruppo Mondiale, 1º turno   | 8-9 febbraio  | Cleveland (USA)    | Italia      | 1 – 3     | Sconfitta |
| 2014 | Spareggi Gruppo Mondiale    | 19-20 aprile  | St. Louis (USA)    | Francia     | 2 – 3     | Sconfitta |
| 2015 | Gruppo Mondiale II          | 7-8 febbraio  | Buenos Aires (ARG) | Argentina   | 4 – 1     | Vittoria  |
| 2015 | Spareggi Gruppo Mondiale    | 18-19 aprile  | Brindisi (ITA)     | Italia      | 2 – 3     | Sconfitta |

## Statistiche giocatrici
Di seguito la classifica delle tenniste statunitensi con almeno una partecipazione in Fed Cup, ordinate in base al numero di vittorie. In caso di parità si tiene conto del maggior numero di incontri disputati; in caso di ulteriore parità viene dato più valore agli incontri in singolare; come quarto e ultimo criterio viene considerata la data d'esordio. In grassetto quelle tuttora in attività (Aggiornata ad aprile 2015).
| #  | Tennista            | Singolare | Doppio | Totale |
| -- | ------------------- | --------- | ------ | ------ |
| 1  | Chris Evert         | 40-2      | 17-2   | 57-4   |
| 2  | Billie Jean King    | 26-3      | 26-1   | 52-4   |
| 3  | Rosie Casals        | 8-1       | 26-1   | 34-2   |
| 4  | Lindsay Davenport   | 26-3      | 7-0    | 33-3   |
| 5  | Martina Navrátilová | 15-0      | 16-1   | 31-1   |
| 6  | Kathy Jordan        | 6-3       | 17-1   | 23-4   |
| 7  | Gigi Fernández      | 3-1       | 20-2   | 23-3   |
| 8  | Zina Garrison       | 7-4       | 15-1   | 22-5   |
| 9  | Julie Heldman       | 13-6      | 8-3    | 21-9   |
| 10 | Venus Williams      | 17-2      | 4-3    | 21-5   |
| 11 | Pam Shriver         | 5-0       | 14-1   | 19-1   |
| 12 | Monica Seles        | 15-2      | 2-0    | 17-2   |
| 13 | Mary Joe Fernández  | 12-8      | 4-2    | 16-10  |
| 14 | Serena Williams     | 13-0      | 3-1    | 16-1   |
| 15 | Nancy Richey        | 10-1      | 5-1    | 15-2   |
| 16 | Lisa Raymond        | 3-6       | 11-3   | 14-9   |
| 17 | Sharon Walsh-Pete   | 1-2       | 13-4   | 14-6   |
| 18 | Tracy Austin        | 13-1      | 0-0    | 13-1   |
| 19 | Jennifer Capriati   | 10-4      | 1-1    | 11-5   |
| 20 | Carole Graebner     | 2-1       | 9-1    | 11-2   |
| 21 | Chanda Rubin        | 7-3       | 1-0    | 8-3    |
| 22 | Liezel Huber        | 0-0       | 8-3    | 8-3    |
| 23 | Andrea Jaeger       | 8-1       | 0-0    | 8-1    |
| 24 | Patti Hogan         | 3-3       | 4-1    | 7-4    |
| 25 | Peaches Bartkowicz  | 3-0       | 4-0    | 7-0    |

| #  | Tennista              | Singolare | Doppio | Totale |
| -- | --------------------- | --------- | ------ | ------ |
| 26 | Lori McNeil           | 4-5       | 2-0    | 6-5    |
| 27 | Valerie Ziegenfuss    | 4-0       | 2-1    | 6-1    |
| 28 | Darlene Hard          | 3-1       | 3-0    | 6-1    |
| 29 | Melanie Oudin         | 5-8       | 0-0    | 5-8    |
| 30 | Vania King            | 1-4       | 4-3    | 5-7    |
| 31 | Bethanie Mattek-Sands | 2-6       | 3-0    | 5-6    |
| 32 | Mary-Ann Beattie      | 1-2       | 4-2    | 5-4    |
| 33 | Linda Tuero           | 5-2       | 0-0    | 5-2    |
| 34 | Candy Reynolds        | 2-2       | 3-0    | 5-2    |
| 35 | Debbie Graham         | 0-0       | 5-0    | 5-0    |
| 36 | Christina McHale      | 4-5       | 0-0    | 4-5    |
| 37 | Meghann Shaughnessy   | 3-4       | 1-0    | 4-4    |
| 38 | Elise Burgin          | 1-1       | 3-0    | 4-1    |
| 39 | Jeanne Evert          | 4-0       | 0-0    | 4-0    |
| 40 | Karen Susman          | 0-0       | 4-0    | 4-0    |
| 41 | Jill Craybas          | 2-4       | 1-1    | 3-5    |
| 42 | Kathy Kuykendall      | 3-1       | 0-0    | 3-1    |
| 43 | Kathy Horvath         | 3-1       | 0-0    | 3-1    |
| 44 | Janet Wright          | 0-0       | 3-1    | 3-1    |
| 45 | Anne Smith            | 0-0       | 3-1    | 3-1    |
| 46 | Paula Smith           | 0-0       | 3-0    | 3-0    |
| 47 | Madison Keys          | 1-2       | 1-1    | 2-3    |
| 48 | Sloane Stephens       | 1-2       | 1-1    | 2-3    |
| 49 | Varvara Lepchenko     | 2-0       | 0-2    | 2-2    |
| 50 | Jamea Jackson         | 2-1       | 0-0    | 2-1    |

| #  | Tennista            | Singolare | Doppio | Totale |
| -- | ------------------- | --------- | ------ | ------ |
| 51 | Alexa Glatch        | 2-1       | 0-0    | 2-1    |
| 52 | Patty Fendick       | 0-1       | 2-0    | 2-1    |
| 53 | Amy Frazier         | 2-0       | 0-0    | 2-0    |
| 54 | Ashley Harkleroad   | 2-0       | 0-0    | 2-0    |
| 55 | Kimberly Po         | 1-0       | 1-0    | 2-0    |
| 56 | Ann Wunderlich      | 0-0       | 2-0    | 2-0    |
| 57 | Linda Wild          | 0-0       | 2-0    | 2-0    |
| 58 | Coco Vandeweghe     | 0-3       | 1-0    | 1-3    |
| 59 | Ahsha Rolle         | 1-1       | 0-0    | 1-1    |
| 60 | Ching-Ling Chang    | 1-0       | 0-1    | 1-1    |
| 61 | Alexandra Stevenson | 0-1       | 1-0    | 1-1    |
| 62 | Lauren Davis        | 0-1       | 1-0    | 1-1    |
| 63 | Corina Morariu      | 0-0       | 1-1    | 1-1    |
| 64 | Barbara Potter      | 1-0       | 0-0    | 1-0    |
| 65 | Kathleen Harter     | 0-0       | 1-0    | 1-0    |
| 66 | Andrea Leand        | 0-0       | 1-0    | 1-0    |
| 67 | Julie Ditty         | 0-0       | 1-0    | 1-0    |
| 68 | Taylor Townsend     | 0-0       | 1-0    | 1-0    |
| 69 | Mashona Washington  | 0-2       | 0-0    | 0-2    |
| 70 | Jamie Hampton       | 0-2       | 0-0    | 0-2    |
| 71 | Alison Riske        | 0-2       | 0-0    | 0-2    |
| 72 | Meilen Tu           | 0-1       | 0-0    | 0-1    |
| 73 | Janice Metcalf      | 0-0       | 0-1    | 0-1    |
| 74 | Shenay Perry        | 0-0       | 0-1    | 0-1    |